# Csíkostorkú remetekolibri
A csíkostorkú remetekolibri (Phaethornis striigularis) a madarak osztályának sarlósfecske-alakúak (Apodiformes)  rendjébe és a kolibrifélék (Trochilidae) családjába tartozó faj.

## Rendszerezése
A fajt John Gould angol ornitológus írta le 1854-ben.

## Alfajai
- Phaethornis striigularis ignobilis Todd, 1913
- Phaethornis striigularis saturatus Ridgway, 1910
- Phaethornis striigularis striigularis Gould, 1854
- Phaethornis striigularis subrufescens Chapman, 1917[2]

## Előfordulása
Mexikó, Belize, Costa Rica, Guatemala, Honduras, Nicaragua, Salvador, Panama, Ecuador, Kolumbia és Venezuela területén honos. 
Természetes élőhelyei a szubtrópusi és trópusi síkvidéki és hegyi esőerdők, cserjések, valamint ültetvények és vidéki kertek. Állandó, nem vonuló faj.

## Megjelenése
Testhossza 9 centiméter, testtömege 2-3 gramm.
|  |

## Életmódja
Nektárral, virágokkal és kisebb ízeltlábúakkal táplálkozik. 

## Szaporodása
|  |

## Természetvédelmi helyzete
Az elterjedési területe rendkívül nagy, egyedszáma ismeretlen. A Természetvédelmi Világszövetség Vörös listáján nem fenyegetett fajként szerepel.